# クリッター2
『クリッター2』（Critters 2: The Main Course）はミック・ギャリス監督による1988年のアメリカのホラー映画であり、『クリッター』の続編である。

## ストーリー
クリッターの襲来から二年後、騒動によって家族でテキサスに引っ越し、15歳に成長したブラッドは叔母に会うためにかつての町へ戻る。
イースター用の卵の中にクリッターが産み落とした卵が紛れ込んだ結果、クリッターが孵化して増殖してしまい、大騒ぎになる。
そこへ、再びバウンティハンター二組とバウンティハンターの道を進んで修行していたチャーリーが助けに来る。

## スタッフ
- 制作: バリー・オッパー
- 監督: ミック・ギャリス
- 脚本: デヴィッド・トゥーヒー

## キャスト
- ドン・キース・オッパー: チャーリー・マクファデン
- スコット・グライムス: ブラッド・ブラウン
- テレンス・マン: バウンティハンターUg
- バリー・コービン: ハーヴ
- リアーヌ・カーティス: ミーガン・モーガン
- クリッターの声: ウィリアム・ハンナ